# Тринадцятий поверх (фільм, 2007)
«Тринадцятий поверх» (англ. Botched) — комедійний фільм жахів 2007 року, знятий Кітом Раяном із Стівеном Дорффом у головній ролі.

## Зміст
Злодій із Франції Річі потрапляє у непривітну Росію для чергового завдання. Та виявляється замкненим на одному поверсі з маніяком, котрий уважає себе нащадком царя Івана Грозного. Виплутуватися з халепи йому допомагають два злочинці, які приїхали з ним як помічники.